# Krilo Shipping Company
KSC (Krilo Shipping Company) je hrvatska brodarska tvrtka za prijevoz putnika osnovana 29. rujna 2016. godine u Splitu.
 
Drži obaveznu redovnu državnu brzobrodsku liniju 9061 u Splitsko-Dalmatinskoj županiji koja povezuje Split s otocima Šolta, Brač i Hvar.

## Relacije
- Milna (Brač) – Stomorska(Šolta) – Rogač (Šolta) – Split
- Split  –  Rogač (Šolta)  –  Stomorska (Šolta)  –  Milna (Brač)
- Split – Sutivan (Brač)
- Sutivan (Brač) – Split[3]
- Bol (Brač) – Milna (Brač) – Split
- Split – Milna (Brač) – Bol (Brač)
- Split  –  Milna (Brač)  – Hvar (Hvar)
- Hvar (Hvar) –  Milna (Brač) – Split

## Flota
KSC-ovu flotu čini 2 katamaran-trajekta.

## Vanjske poveznice
- Ministarstvo pomorstva, prometa i infrastrukture
- Prava putnika u pomorskom prijevozu
- Otočne iskaznice
- Red plovidbe  Arhivirana inačica izvorne stranice od 13. srpnja 2021. (Wayback Machine)
- Sluzbena stranica
- https://raftcroatia.com  Arhivirana inačica izvorne stranice od 13. srpnja 2021. (Wayback Machine)